# Vedran Ćorluka
Vedran Ćorluka (Derventa, 5 februari 1986) is een Bosnisch-Kroatisch voetbalcoach en voormalig voetballer die doorgaans speelde als centrale verdediger. Hij kwam tussen 2003 en 2021 onder meer uit voor Dinamo Zagreb, Manchester City, Tottenham Hotspur en Lokomotiv Moskou. Ćorluka speelde tussen 2006 en 2018 meer dan 100 interlands voor Kroatië.

## Clubcarrière
Ćorluka tekende in september 2008 een zesjarig contract bij Tottenham Hotspur FC, dat £ 8.500.000,- voor hem betaalde aan Manchester City FC. Op 31 januari 2012 vertrok Ćorluka voor zes maanden op huurbasis naar de Duitse club Bayer Leverkusen. Ćorluka vertrok vervolgens op 27 juni naar de Russische voetbalclub Lokomotiv Moskou, waar hij een contract voor drie seizoenen tekende. Het was de eerste aankoop van Lokomotiv Moskou sinds landgenoot Slaven Bilić er hoofdtrainer was. Tegen FK Mordovia Saransk debuteerde Ćorluka voor Lokomotiv Moskou op 20 juli 2012, waar hij meteen zijn eerste goal maakte voor de Russische club. Zijn tweede goal (en de tweede goal van de wedstrijd) maakte de Kroaat in zijn tweede seizoen bij de Loko tegen FK Koeban Krasnodar, begin december 2013. De ploeg van Ćorluka versloeg FK Koeban Krasnodar met 3-1 en pakte hiermee de koppositie. In de negende speelronde van de Russische competitie scoorde Ćorluka Lokomotiv Moskou in eigen stadion naar de zege met twee doelpunten. Ćorluka speelde de volle negentig minuten tegen Amkar Perm, waar hij in de zesenzestigste minuut scoorde en ongeveer tien minuten later zijn tweede goal maakte voor de Moskovieten.

## Clubstatistieken
| Seizoen                          | Club                  | Competitie     | Wedstrijden | Doelpunten |
| -------------------------------- | --------------------- | -------------- | ----------- | ---------- |
| 2003/04                          | GNK Dinamo Zagreb     | Prva HNL       | 0           | 0          |
| 2004/05                          | → NK Inter Zaprešić   | Prva HNL       | 27          | 4          |
| 2005/06                          | GNK Dinamo Zagreb     | Prva HNL       | 31          | 3          |
| 2006/07                          | GNK Dinamo Zagreb     | Prva HNL       | 30          | 4          |
| 2007/08                          | Manchester City       | Premier League | 35          | 0          |
| 2008/09                          | Manchester City       | Premier League | 2           | 1          |
| 2008/09                          | Tottenham Hotspur     | Premier League | 34          | 0          |
| 2009/10                          | Tottenham Hotspur     | Premier League | 29          | 1          |
| 2010/11                          | Tottenham Hotspur     | Premier League | 15          | 0          |
| 2011/12                          | Tottenham Hotspur     | Premier League | 3           | 0          |
| 2011/12                          | → Bayer 04 Leverkusen | Bundesliga     | 7           | 0          |
| 2012/13                          | Lokomotiv Moskou      | Premjer-Liga   | 27          | 1          |
| 2013/14                          | Lokomotiv Moskou      | Premjer-Liga   | 28          | 1          |
| 2014/15                          | Lokomotiv Moskou      | Premjer-Liga   | 26          | 2          |
| 2015/16                          | Lokomotiv Moskou      | Premjer-Liga   | 24          | 3          |
| 2016/17                          | Lokomotiv Moskou      | Premjer-Liga   | 19          | 0          |
| 2017/18                          | Lokomotiv Moskou      | Premjer-Liga   | 6           | 0          |
| 2018/19                          | Lokomotiv Moskou      | Premjer-Liga   | 21          | 0          |
| 2019/20                          | Lokomotiv Moskou      | Premjer-Liga   | 27          | 0          |
| 2020/21                          | Lokomotiv Moskou      | Premjer-Liga   | 22          | 0          |
| Laatst bijgewerkt op 16 mei 2021 |                       |                |             |            |

## Interlandcarrière
Ćorluka speelde op 16 augustus 2006 tegen Italië zijn eerste interland in de Kroatische nationale ploeg. Bondscoach Slaven Bilić nam hem twee jaar later mee naar het EK 2008. Daarop speelde hij drie van de vier wedstrijden van de Kroaten van begin tot eind en een vanaf de 27e minuut, toen Kroatië al zeker was van plaatsing voor de kwartfinale. Op 29 mei 2012 maakte toenmalig bondscoach Slaven Bilić zijn definitieve en 23-koppige selectie bekend die Kroatië vertegenwoordigde op het Europees kampioenschap voetbal 2012 in Polen en Oekraïne, inclusief Ćorluka die rugnummer 5 kreeg toebedeeld. Ćorluka kon ook uitkomen voor het voetbalelftal van Bosnië en Herzegovina, vanwege zijn Bosnische wortels. Ćorluka werd in mei 2014 opgenomen in de Kroatische selectie voor het wereldkampioenschap in Brazilië door bondscoach Niko Kovač. Hij verdedigde als centrale verdediger naast Dejan Lovren het Kroatische doel in de openingswedstrijd van het toernooi tegen Brazilië (3–1 verlies). Ćorluka stond in alle wedstrijden op het wereldkampioenschap in de basis. Ćorluka werd na twee gele kaarten van het veld gestuurd in de EK-kwalificatiewedstrijd tegen Noorwegen en mist hierdoor de thuiswedstrijd tegen Italië in juni 2015. Hij werd opgeroepen in mei 2015 door de Kroatische bondscoach voor de vriendschappelijke wedstrijd tegen Gibraltar en de EK-kwalificatiewedstrijd tegen Italië op respectievelijk 7 juni en 12 juni 2015. Tegen Noorwegen op 6 september maakte Ćorluka een autogoal, waardoor de Noren uiteindelijk in Oslo met 2-0 wonnen. In de laatste twee EK-kwalificatiewedstrijden in oktober 2015 speelde hij de volle negentig minuten. Voor de vriendschappelijk wedstrijd tegen Rusland op 17 november viel de Kroaat af wegens een blessure. Ćorluka maakte wel deel uit van de definitieve selectie van Kroatië voor het Europees kampioenschap in Frankrijk. Kroatië werd op 26 juni in de achtste finale tegen Portugal uitgeschakeld na een doelpunt van Ricardo Quaresma in de verlenging. Bondscoach Zlatko Dalić nam Ćorluka twee jaar later mee naar het WK 2018. Hierop speelde hij op 21 juni 2018 zijn honderdste interland, als invaller tijdens de met 3–0 gewonnen groepswedstrijd tegen Argentinië.

## Erelijst

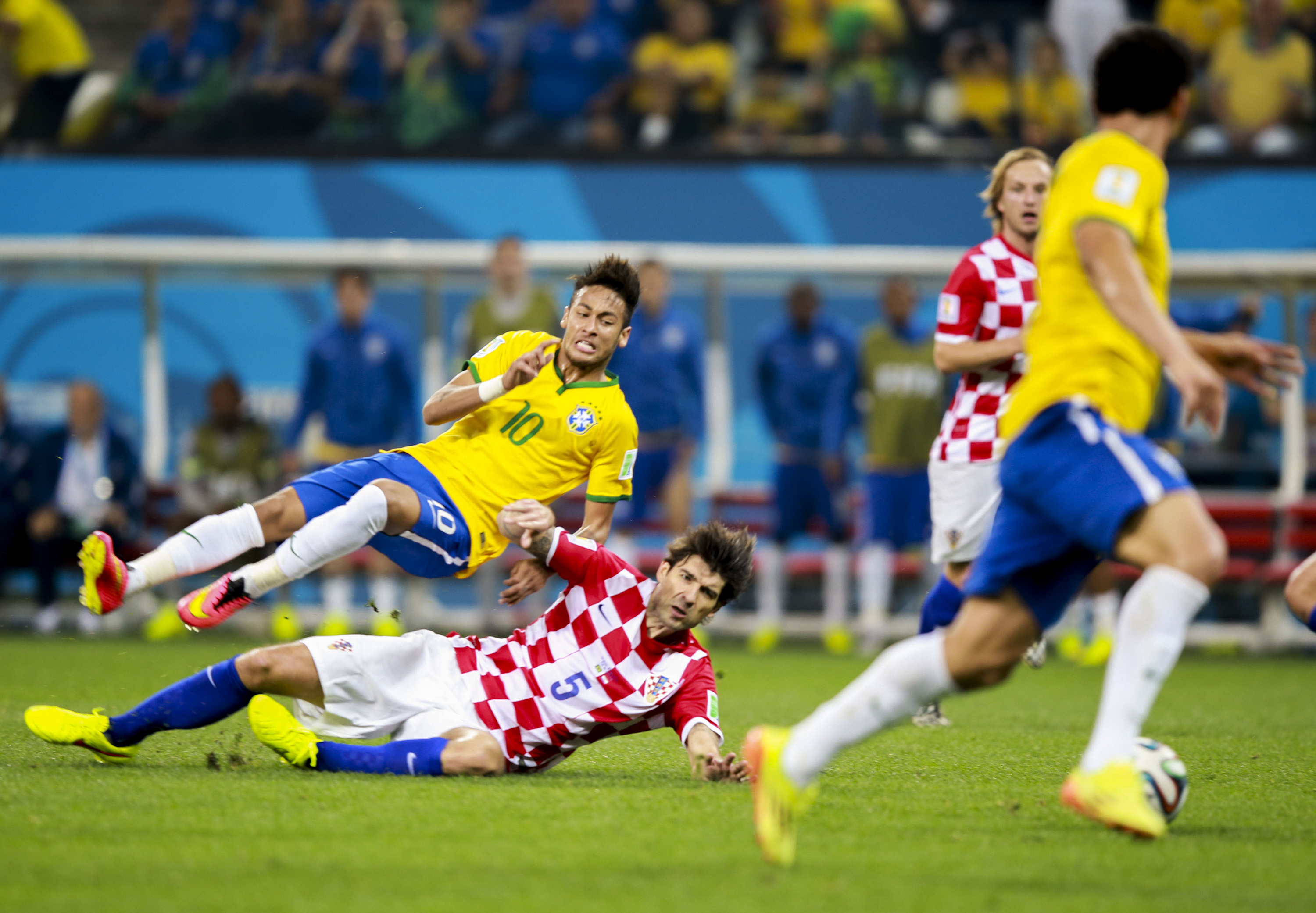
Ćorluka tijdens de openingswedstrijd van het WK 2014 in duel met Neymar.

GNK Dinamo Zagreb
- Landskampioen

2005/06, 2006/07
- Kroatische voetbalbeker

2006/07
- Kroatische Supercup

2006
 Kroatië
- Wereldkampioenschap voetbal

tweede in 2018